# Elisabeth Peterburs
Elisabeth Peterburs (* 21. September 1905 in Gifhorn; † 24. April 1993 in Peine) war eine deutsche Politikerin (KPD) und Mitglied des Ernannten Hannoverschen Landtages.

## Leben
Elisabeth Peterburs besuchte die Volksschule. 
Sie trat der KPD im Jahr 1929 bei. Ab 1930 bis zum August 1933 übernahm sie die Führung einer Gifhorner Ortsgruppe der Rote Hilfe Deutschlands, einer der KPD nahestehenden politischen Hilfsorganisation. Sie wurde im Jahr 1933 verhaftet und saß zunächst im Konzentrationslager Brauweiler bis Dezember 1933, danach in Gefängnissen in Köln und Berlin ein. Sie wurde vor ein Kammergericht gestellt und wegen Vorbereitung zum Hochverrat im März 1934 zu einer Freiheitsstrafe von 22 Monaten verurteilt. Sie wurde nach Hannover überführt und schließlich im Juli 1935 entlassen. 
Nach Ende des Zweiten Weltkrieges schloss sie sich 1945 der Peiner Ortsgruppe der KPD an.
Vom 23. August 1946 bis 29. Oktober 1946 war Elisabeth Peterburs Mitglied des ernannten Hannoverschen Landtages.